# Ademira
Ademira is een “opera seria” in drie akten van Andrea Luchesi. Het libretto is van Ferdinando Moretti. 
Deze opera werd voor de eerste keer opgevoerd in het Teatro San Benedetto in Venetië in mei 1784, voor het bezoek van koning Gustaaf III van Zweden. De eerste moderne opvoeringen vonden plaats op 1 december 2006 in het Teatro Dovizi in Bibbiena en op 23 september 2006 tijdens het Festival Lodoviciano in Viadana (Italië).